# Kalender
En kalender er et system, der anvendes til at navngive tidsperioder som dagene i et år. En kalender er også navnet på den håndgribelige dagskalender (spiralkalender, lommekalender, m.m.).

## Etymologi
Ordet "kalender" kommer af et af de få latinske ord, der ofte staves med k, nemlig Kalendae, der betød "månedens første dag". Deraf kom udtrykket ad kalendas Graecas (= "efter græsk kalender", med betydningen "at udsætte noget, så det aldrig bliver gjort").

## Mange kalendere
Kalendere har gennem tiderne afspejlet samfundets tekniske formåen, traditioner og religiøse opfattelser. I Danmark er kalenderen den gregorianske, som vi har benyttet siden marts 1700. Inden havde vi den julianske kalender. I kalenderen er året inddelt i dage/døgn, Uger og måneder.
En kalender kan også være delt i andre perioder som årstider. En udbredt dagskalender er julekalenderen, som minder om, at der er 24 dage fra den 1. december til den særlige dag: Juleaften (den 24. december).

## Dagskalendere
Dagskalendere er som regel forsøgt synkroniseret til himmelske begivenheder: månens faser, solens synlighed og højde over horisonten gennem døgnet. Men synkroniseringerne er svære at holde styr på. Dagskalendere kan inddeles i fire kategorier: Solkalendere, månekalendere, lunisolarkalendere og arbitrære kalendere.
En kalender giver svar på
- Hvornår kommer tidevandet?
- Hvornår skal afgrødeplanter plantes?
- Hvornår skal der fejres mærkedage som solhverv.

### Kalenderproblemer
Det er svært at lave en præcis dagskalender, så det giver høj status til dem, som kan lave en korrekt kalender. De er ligefrem blevet præster, troldmænd eller guder.
Det fundamentale problem med kalendere er, at antallet af døgn på et tropisk solår – og en månecyklus, ikke er præcist heltalligt. Månecyklens ca. 29,531 døgn går heller ikke op i et tropisk middelsolår. Ydermere varierer en døgnlængde lidt gennem året, fordi jordbanen om solen er ellipseformet.
Derfor findes begrebet middel soldag, som er 24 timer 0 minutter og 0 sekunder og pr. definition er uforanderlig gennem hele året.
En soldag er et døgn fra solen er højest på himlen til næste dag hvor solen er højest på himlen. I praksis varierer en soldag gennem året fra ca. 22 sekunder kortere og ca. 29 sekunder længere, pga. baneellipseformen. Mange middelsoldage efter hinanden betyder at fejlen løber op, så kl. 12 er op til 14 minutter for sent og op til 17 minutter for tidligt nogle døgn i forhold til solens højeste tidspunkt gennem året. Det er grunden til, at et solur ikke stemmer overens med mekaniske ure, digitalure og atomure.
Jordens egenrotation falder svagt, godt 1 ms. pr. 100 år. Det er grunden til at der en gang imellem indsættes et skudsekund.
 Et ur der tager højde for skudsekunder viser 23:59:60 under skudsekundet.
Der gik ca. 365,24219 døgn på et tropisk middelsolår omkring år 2000. Solkalendere bliver derfor nødt til at lappe på antallet af dage på et år; f.eks. ved at året nogle gange er 365 døgn og ca. hvert fjerde år er 366 døgn. Det er grunden til at vi nogle gange har en skuddag. Det samme problem har andre kalendertyper, som skal være synkroniseret med både døgnet og en periodisk himmelsk begivenhed. En lunisolarkalender har af samme grund nogle gange en skudmåned.
Den bedste dagskalender er korrigeret med måde og på de "rigtige" tidspunkter, så mange vigtige begivenheder respekteres. Men de er bestemt af samfundets kultur og religion og "den bedste" dagskalender vil derfor være forskellig i forskellige kulturer.

### Gregorianske kalender
Vores gregorianske kalender har 12 måneder, hvor det sikkert har været hensigten, at månederne skulle have været synkroniseret med månecyklen, men det er den ikke. Kalenderen er et "kludetæppe" fra tidligere kalendere; fx var december måned oprindelig den tiende måned – i dag er det den tolvte. Vores kalender kunne være synkroniseret med solhverv, så 1. januar var vintersolhvervsdag, men er det ikke. Herudover falder vintersolhverv nogle gange på den 21. december og andre gange på 22. december.

### Kirkeårets kalender
Den kristne kalender for kirkeåret følger den gregorianske kalender, men de vigtige mærkedage og højtider (f.eks. påske

og pinse) følger månefaserne.

### Præcolumbianske mellemamerikanske kalendere
Som det ses af tabellen, er mayaernes kalender (og sikkert også andre mellemamerikanske kalendere) nøjagtigere end den julianske kalender. Det er usikkert om mayaernes kalender er mere nøjagtig end den gregorianske kalender, da det er mennesker, som har lavet beregningerne. Men mayaernes kalender kan meget vel have været nøjagtigere.

| Kalendernavn                                                 | Årets varighed i døgn             |
| ------------------------------------------------------------ | --------------------------------- |
| Julianske kalender                                           | 365,250000                        |
| Jødiske kalender (The Year of Rabbi Adda)                    | 365,246827                        |
| Gregorianske kalender (danske)                               | 365,242500                        |
| Mayaernes kalender                                           | 365,242129 (365,2415)(365,242036) |
| Tropisk middelsolår ("facit") - falder godt 1 ms. pr. 100 år | 365,242198                        |

Mayaernes kalender og andre mellemamerikanske kalendere består af flere delkalendere:

- En kalender på 365 dage, haab, solår – består af 18 perioder à 20 dage – og fem dage til overs; wayeb.
- En kalender på 360 dage, tun.
- En kalender på 260 dage, tzolkin, hellig kalender.
- En kalender på 18.980 dage (52 år), en cyklus.

## Kalendersystemer

### Solkalendere
- Bahá'í kalender (også kaldet Badí kalenderen)
- Gregorianske kalender
- Julianske kalender
- Iranske kalender
- Verdenskalender

### Månekalendere
- Muslimske kalender (Hedjrikalenderen)

### Lunisolarkalendere
- Babylonsk kalender
- Hinduiske kalender
- Jødiske kalender
- Kinesiske kalender

### Flere tidsperioder
- Aztekkalenderen
- Mayaernes kalender

### Ukendt indplacering
- Holocæne kalender
- Byzantinske kalender
- Franske revolutionskalender
- Oldgræsk kalender
- Persiske kalender
- Romersk kalender
- Sovjetiske revolutionskalender
- Vikingernes kalender
- Zoroastrisk kalender
- Gammelkurdisk kalender

## referencer
1. ↑  Vibeke Roggen m.fl.: Antikkens kultur (s. 15), forlaget Aschehoug, Oslo 2010, ISBN 978-82-03-33743-7
2. ↑  navy.mil: Leap seconds Arkiveret 11. juni 2012 hos  Wayback Machine Citat: "...The Earth is constantly undergoing a deceleration caused by the braking action of the tides...The length of the mean solar day has increased by roughly 2 milliseconds since it was exactly 86,400 seconds of atomic time about 1.79 centuries ago (i.e. the 179 year difference between 1999 and 1820). That is, the length of the mean solar day is at present about 86,400.002 seconds instead of exactly 86,400 seconds..."
3. ↑  en:23:59:60
4. ↑  en:Tropical_year#Mean_tropical_year_current_value
5. ↑  Romersk kalender
6. ↑  16. mar 2008, Ing.dk: Påsken falder ikke altid som den skal Arkiveret 19. marts 2008 hos  Wayback Machine Citat: "...De tidlige kristne menigheder var uenige om påskefejringen, men i år 325 blev det på kirkemødet i Nikæa vedtaget, at påsken fejres søndagen efter den første fuldmåne efter forårsjævndøgn...den gamle regel ikke skal tages helt bogstaveligt, for i praksis bruges gennemsnitsbetragtninger og ikke de eksakte tidspunkter..."
7. ↑  The Real Deal: How the Mayan Calendar Works. LiveScience
8. 1 2  The antiquity and precision of mayan astronomy by Charles H. Smiley, Brown University, Rhode Island Citat: "...If one conclusion is to be drawn, it is that we must cease to think of the Mayans as ignorant savages; we must regard them instead as an enlightened people who, in the field of astronomy, were centuries ahead of the rest of the world..."
9. 1 2  Frequently Asked Questions about Calendars, Version 2.9, Claus Tøndering, 4 April 2008: 9. The Maya Calendar Citat: "...We can therefore derive a value for the Mayan estimate of the year by dividing 1,101,600 by 365, subtracting 2, and taking that number and dividing 1,101,600 by the result, which gives us an answer of 365.242036 days, which is slightly more accurate than the 365.2425 days of the Gregorian calendar...(This apparent accuracy could, however, be a simple coincidence...)..."
10. ↑  YouTube – Mayan Calendar
11. ↑  Mesoamerican Calendars Citat: "...Finally, many other Mesoamerican cultures, notably the Olmecs who are credited with the invention of the Mesoamerican calendar, had adopted similar calendars as the Mayas and the Aztecs. Such was the case of the Zapotecs, Mixtecs, Otomies, Tarascans, and many others, some of which continued to preserve their calendar. [1,2]...The Tarascans or Purepecha had a similar calendar as the Aztecs, but started the year on different days..."
12. ↑  National University of Singapore, GEK1506 Heavenly Mathematics: Highlights of Cultural Astronomy Citat: "...However, the Mayans did not use the leap year concept as the Gregorian calendar does. Instead, they just keep track of the errors in the calendar...The Mayans actually chose a certain date to record this calculated errors. They chose the date 4 Ahau 8 Cumku that repeated every 52 haab years. During each of this repetition, they would calculate the accumulated error and
record it on a stela..."